# Weston (Nebraska)
Weston – wieś w Stanach Zjednoczonych, w stanie Nebraska, w hrabstwie Saunders.